# 瓣蕊唐松草
瓣蕊唐松草（学名：Thalictrum petaloideum）为毛茛科唐松草属下的一个种。

## 外部連結
- 瓣蕊唐松草 Banruitangsongcao （页面存档备份，存于） 藥用植物圖像數據庫 (香港浸會大學中醫藥學院) （中文）（英文）

## 扩展阅读
- 維基物種上的相關：瓣蕊唐松草